# 一，二，縫好鞋釦
《一，二，縫好鞋釦》（英語：One, Two, Buckle My Shoe）是阿嘉莎·克莉絲蒂所著的推理小說，1940年11月出版，主角為赫丘勒·白羅。

## 情節簡介
比利時裔偵探赫丘勒·白羅在亨利·莫利的牙醫診所就診之後讀一段時間後，便得知亨利·莫利已死在診所內。雖然莫利死因看似為開槍自殺，但亦有他殺之嫌。當天在白羅之後及莫利死前就診的患者只有知名銀行家阿利斯泰·布倫特、森伯莉·西爾小姐和希臘人安布若提斯三人而已。不久之後，安布若提斯被警方發現死在酒店內，死因為藥劑注射過量；另一方面森伯莉·西爾也失蹤了……。

## 人物
- 赫丘勒·白羅，比利時裔偵探
- 傑派探長
- 亨利·莫利，牙醫，命案遇害者
- 喬治娜·莫利，亨利的妹妹
- 阿利斯泰·布倫特，知名銀行家
- 森伯莉·西爾
- 珍·奧利弗拉，阿利斯泰·布倫特的姪孫女
- 霍華·雷斯，珍·奧利弗拉的男友
- 格拉蒂斯·芮薇爾，亨利·莫利的秘書
- 弗蘭克·卡特，芮薇爾的男友
- 賴利先生，牙醫，亨利·莫利的合夥人
- 巴恩斯先生

## 改編作品
1992年，被改編為電視劇《大偵探白羅》第四季的其中一集。